# Dicranoptycha formosensis
Dicranoptycha formosensis är en tvåvingeart som beskrevs av Alexander 1928. Dicranoptycha formosensis ingår i släktet Dicranoptycha och familjen småharkrankar.
Artens utbredningsområde är Taiwan. Inga underarter finns listade i Catalogue of Life.